# NSWRL 1915
Die NSWRL 1915 war die achte Saison der New South Wales Rugby League Premiership, der ersten australischen Rugby-League-Meisterschaft. Den Titel gewannen die Balmain Tigers, die damit zum ersten Mal die NSWRL gewannen.

## Tabelle
|     | Team                    | Spiele | Siege | Unent. | Ndlg. | Spiel- punkte | Diff. | Tabellen- punkte |
| --- | ----------------------- | ------ | ----- | ------ | ----- | ------------- | ----- | ---------------- |
| 01. | Balmain Tigers          | 14     | 12    | 2      | 0     | 232:71        | + 161 | 26               |
| 02. | Glebe                   | 14     | 12    | 0      | 2     | 268:106       | + 162 | 24               |
| 03. | Newtown Jets            | 14     | 9     | 1      | 4     | 208:119       | + 89  | 19               |
| 04. | South Sydney Rabbitohs  | 14     | 8     | 1      | 5     | 157:94        | + 63  | 17               |
| 05. | Eastern Suburbs         | 14     | 6     | 0      | 8     | 180:109       | + 71  | 12               |
| 06. | Annandale               | 14     | 3     | 0      | 11    | 113:256       | - 143 | 6                |
| 07. | Western Suburbs Magpies | 14     | 2     | 0      | 12    | 67:200        | - 133 | 4                |
| 08. | North Sydney Bears      | 14     | 2     | 0      | 12    | 83:353        | - 270 | 4                |